# 2023년 NC 다이노스 시즌
2023년 NC 다이노스 시즌은 NC 다이노스가 KBO 리그에 참가한 11번째 시즌이다. 지난해 감독 대행을 맡았던 강인권 감독이 정식 감독이 되어 팀을 이끈 첫 시즌이다. 주장은 손아섭이 맡았다. 팀은 치열한 5강 싸움 끝에 10팀 중 정규 시즌 4위를 차지하며 3년만에 포스트시즌에 진출했다. 이후 와일드카드 결정전에서 두산 베어스를 꺾고 한 경기만에 준플레이오프에 진출했으며, 준플레이오프에서는 SSG 랜더스를 상대로 스윕승을 거두었다. 그러나 플레이오프에서 KT 위즈를 상대로 리버스 스윕을 당하며 탈락해 순위변동 없이 최종 4위로 시즌을 마무리했다.(지난 2017년 이후 6년만에 실패했다.)

## 타이틀
- 항저우 아시안 게임 금메달: 김형준, 김영규, 김주원
- 아시아 프로야구 챔피언십 은메달: 신민혁, 김영규, 김형준, 김주원
- 아시아 프로야구 챔피언십 베스트 9: 김주원 (유격수)
- 월드 베이스볼 클래식 국가대표: 이용찬, 구창모, 박건우
- 아시아 야구 선수권 대회 동메달: 손용석(코치), 신용석, 박주찬, 김범준
- KBO MVP: 페디
- KBO 골든글러브: 페디 (투수), 박건우 (외야수), 손아섭 (지명타자)
- KBO 수비상: 페디 (투수)
- 최동원 상: 페디
- 리얼글러브: 김주원 (유격수)
- 업비트 위클리 베스트 라인업 결산: 페디 (선발투수), 박건우 (우익수)
- 일구상 의지노력상: 류진욱
- 조아제약 프로야구대상 코치상: 김수경
- 조아제약 프로야구대상 재기상: 손아섭
- 스포츠서울 올해의 타자상: 손아섭
- 한은회 최고의 선수상: 손아섭
- 준플레이오프 MVP: 김영규
- 와일드카드 결정전 MVP: 서호철
- 올스타 선발: 김주원 (유격수), 박건우 (외야수 3위)
- 올스타전 추천선수: 페디, 박세혁
- 한국대학스포츠협의회 선정 대학야구 출신 올스타: 나성범 (우익수)
- 한국대학스포츠협의회 선정 동의대학교 출신 올스타: 서호철 (1루수), 도태훈 (3루수)
- WAR: 페디 (8.47)
- 안타: 손아섭 (187)
- 타율: 손아섭 (0.339)
- 다승: 페디 (20)
- 선발승: 페디 (20)
- 탈삼진: 페디 (209)
- 평균자책점: 페디 (2.00)
- WPA: 권희동 (8/26 LG전, 0.800)
- 이닝 당 출루허용률: 페디 (0.95)
- 피안타율: 페디 (0.207)
- 게임스코어: 페디 (62.85)

### 퓨처스리그
- 리얼글러브 퓨처스리그: 최우재, 박주찬, 서의태
- 퓨처스 올스타: 한재승, 박주찬, 김범준, 박한결
- 2루타: 박주찬 (25)
- 출장(투수): 서의태 (46)

## 선수단
- 선발투수: 페디, 태너, 신민혁, 구창모, 이재학, 최성영, 와이드너, 이용준, 정구범
- 구원투수: 류진욱, 김영규, 송명기, 김진호, 임정호, 하준영, 조민석, 심창민, 이우석, 전사민, 임지민, 채원후, 한재승, 김시훈, 이준호
- 마무리투수: 이용찬, 하준수, 김태현, 배민서
- 포수: 박세혁, 김형준, 박대온, 안중열
- 1루수: 도태훈, 윤형준, 오영수
- 2루수: 박민우, 오태양
- 유격수: 김주원, 조현진, 김한별
- 3루수: 서호철, 최보성, 김수윤, 박석민, 박주찬
- 좌익수: 권희동, 박한결, 한석현
- 중견수: 마틴, 최정원, 천재환, 박영빈
- 우익수: 박건우, 김성욱, 오장한
- 지명타자: 손아섭

## 시즌 요약

### 4월
약체로 평가받던 것과는 달리 탄탄한 선발진의 활약으로 4월 18일에 최초로 10승을 달성했고, 단독 1위도 기록했다. 4월을 14승 12패 승률 0.538, 4위로 마감했다.
박민우는 82타수 25안타 13득점 9타점 타율 0.305, 손아섭은 102타수 30안타 11득점 12타점 타율 0.294로 리드오프로서의 역할을 잘 수행해주었다. 외국인 투수 페디는 6경기 출장해 4승 1패 38이닝 10볼넷 48탈삼진 평균자책점 0.47을 기록하면서 새로운 외국인 에이스로서의 모습을 보여줬고, 신인투수 이용준은 4경기 출장해 2승 23 2/3이닝 12볼넷 17탈삼진 1.14의 평균자책점으로 깜짝 활약을 보여줬다.

### 5월
5월 한 달 간 9승 11패를 기록했다. 23승 23패로 순위는 4월보다 한 계단 내려간 5위로 마감했다.
타선에서는 박건우가 76타수 23안타(2홈런) 14타점 타율 0.303, 손아섭이 85타수 27안타 14타점 타율 0.318로 좋은 활약을 했지만, 4번타자 역할을 해줘야 하는 마틴이 67타수 16안타(1홈런) 7타점 타율 0.239로 부진하면서 장타력 부재로 득점을 못하는 경우가 많았다.
투수진에서는 페디가 4경기 출장해 4승 무패 23 1/3이닝 5볼넷 32탈삼진 평균자책점 3.09로 굳건한 모습을 보여줬고, 송명기 대신 1군으로 콜업된 최성영이 대체 선발과 롱릴리프 투수로 등판하면서 3경기 2승 무패 10 2/3이닝 6볼넷 11탈삼진 0.84의 평균자책점을 기록했다. 반면 신민혁은 부진한 모습을 보여주면서 1군에서 말소됐으며, 5월 20일에는 구창모마저 부상으로 1군에서 말소됐다.

## 여담
- 이재학은 2015년 이후 KBO 시범경기 사상 최초로 통산 1000구 투구를 달성했다.
- 이우석은 후반기 스트라이크 중 타격 허용 비율 100%로 2013년 이후 KBO 리그 단일 시즌 후반기 최다 기록을 세웠다.
- 페디는 커브 구종가치 26.4로 2013년 이후 KBO 리그 역대 단일 시즌 최고 기록을 세웠다.
- 페디는 원정 경기 117탈삼진으로 KBO 리그 역대 단일 시즌 원정 경기 최다 기록을 세웠다.
- 류진욱은 포스트시즌에서 5홀드를 기록해 KBO 리그 역대 단일 포스트시즌 최다 홀드 기록을 세웠다.
- 김한별은 포스트시즌에서 타석 당 8구를 상대하여 KBO 포스트시즌 사상 최다 기록을 달성했다.
- 강인권 감독은 현재까지 포스트시즌에 진출한 시즌이 이 시즌이 유일한데, 이때 포스트시즌에서 6승 3패 승률 0.667을 기록하였으나 끝내 우승에는 실패하여 KBO 리그 역대 우승 미경험 감독들 중 감독 통산 포스트시즌 최고 승률 기록을 보유하게 되었다.

## 같이 보기
- 2024년 NC 다이노스 시즌